# Мисайле Дупенски
Мисайле или Мисел Дупенски е български революционер, войвода на Вътрешната македоно-одринска революционна организация.

## Биография
Роден е в кичевското село Дупяни. По време на Илинденско-Преображенското въстание оглавява дупенската чета, с която действа в Кичевско и се отличава в боевете.
Загива преди 1918 година.